# Pulverbågsvetsning

En skiss över pulverbågssvetsning.

Pulverbågsvetsning (SAW - submerged arc welding,  UP - underpulver, SS-EN ISO 4063:2010 metod 12) är en svetsmetod som bygger på att en trådelektrod(er) kontinuerligt matas med en mekanisk drivanordning, fram till svetshuvud försedd med kontaktbackar som överför strömmen till trådelektroden, när elektroden träffar arbetsstycket uppstår en kortslutning och en ljusbåge etableras. 
När ljusbågen har etablerats på arbetsstycket smälter elektroden kontinuerligt i en sträng av pulver (Flux), som skyddar smältpoolen (svetsgodset) från atmosfären så att den inte oxiderar under smältfas.
Under normala förhållanden syns inte ljusbågen då den täcks av pulver (Flux).
En del av pulvret smälter och bildar en slagg som hjälper att forma smältpool (svetsgodset),och en del pulver (Flux) hjälper också till med upplegering av svetsgodset.
Överblivet pulver sugs oftast upp för återvinning och separeras från slaggrester.
Dessa Pulver (Flux) finns med olika kemiska sammansättningar, dom indelas normalt i fyra grupper: Sura, Neutrala, Basiska och Högbasiska.  Högbasiska Pulver (Flux)används normalt då det ställs höga krav på hållfasthet och slagseghet, ofta ned till -40 °C.
Svetsutrustningen för Pulverbågsvetsning är normalt mekaniserad. ofta är ett svetshuvud med mataranordning och pulver (Flux) återvinning monterad på en svetskran eller en så kallad svetstraktor med hjuldrift.
Som svetsströmkälla vid Pulverbågsvetsning förekommer både Likström och Växelström, med rak eller fallande karakteristik (CV). Strömkällor med fallande karakteristik brukar normalt ha en mycket god självreglering av båglängd.
Strömkällor för dessa applikationer har oftast mycket hög intermittensfaktor för kontinuerlig drift, med strömmar mellan 600 och 1600 ampere.
Bågspänningen hos strömkällan regleras vanligen med tyristorer men även transistorer förekommer.